# Gunnareds församling
Gunnareds församling var en församling i Angereds pastorat i Nylöse kontrakt i Göteborgs stift i Svenska kyrkan. Församlingen låg i Göteborgs kommun i Västra Götalands län. Församlingen uppgick 2014 i Angereds församling.

## Administrativ historik
Församlingen bildades 1971 genom en utbrytning ur Angereds församling och utgjorde därefter till 2012 ett eget pastorat. Från 2012 till 2014 var församlingen annexförsamling i pastoratet Angered, Bergum och Gunnered. Församlingen återuppgick 2014 i Angereds församling.

## Kyrkor
- Gunnareds kyrka

### Tidigare kyrklokaler[3]
- Gårdstens kyrka (i bruk 1973–1997), ritad av Gunnar Werner, var infogad i stadsdelscentrum och hade en klockstapel av glas och betong. Enkel interiör med ett bordsaltare.
- Rannebergens kyrka (i bruk 1974–1997) var också uppförd i anslutning till stadsdelscentrum och ritad av Gunnar Werner.
- Lövgärdets kyrka (i bruk 1973–2016)

## Areal
Gunnareds församling omfattade den 1 januari 1976 en areal av 18,8 kvadratkilometer, varav 17,5 kvadratkilometer land.